# Tera Bond
Tera Bond (Budapest, 20 de agosto de 1978-11 de octubre de 2017) fue una actriz pornográfica y modelo erótica húngara.

## Biografía
Tera Bond debutó en la industria del porno en 2002 a los 24 años de edad. Falleció el 10 de octubre de 2017 tras padecer una grave enfermedad.

## Premios y nominaciones
| Año  | Premio        | Resultado | Categoría                                         | Película |
| ---- | ------------- | --------- | ------------------------------------------------- | -------- |
| 2007 | Premios FICEB | Nominada  | Premio Ninfa: Actriz de reparto                   | X-Girls  |
| 2008 | Premios AVN   | Nominada  | Mejor escena de sexo en una producción extranjera | Flash    |